# Aulacomerus waquus
Aulacomerus waquus – gatunek błonkówki z rodziny Pergidae.

## Taksonomia
Gatunek ten został opisany w 1990 przez Davida Smitha. Jako miejsce typowe podano miejscowość Lozano w argentyńskiej prowincji Jujuy. Holotypem była samica.

## Zasięg występowania
Ameryka Południowa. Znany z płn.-zach. Argentyny z prowincji Jujuy i Salta.